# Parafia Zesłania Ducha Świętego w Starej Iwicznej
Parafia Zesłania Ducha Świętego w Starej Iwicznej – parafia rzymskokatolicka, należąca do dekanatu piaseczyńskiego, archidiecezji warszawskiej, metropolii warszawskiej Kościoła katolickiego, w Starej Iwicznej. Obsługiwana przez księży archidiecezjalnych.

## Historia
Powstanie parafii datuje się od 1979, kiedy to ks. Stanisław Hałabuda został mianowany wikariuszem parafii św. Anny w Piasecznie z obowiązkiem zorganizowania ośrodka duszpasterskiego w Starej Iwicznej, a jednocześnie został mianowany rektorem kościoła poewangelickiego w Starej Iwicznej. 26 kwietnia 1979 rozpoczęły się prace remontowe w kościele, wykonywane w większości nieodpłatnie przez parafian. 22 czerwca 1979 zawarto umowę kupna kościoła, plebanii, cmentarza i przyległych gruntów od wspólnoty ewangelickiej. Poświęcenia kościoła dokonał ks. biskup Jerzy Modzelewski 30 kwietnia 1980, a uroczysta konsekracja świątyni nastąpiła 21 września 2003 pod przewodnictwem ks. kardynała Józef Glempa.
Pierwszym proboszczem parafii został ks. Stanisław Hałabuda. Pełnił on swoją funkcję od 31 października 1983 do 4 września 1995, kiedy to zastąpił go ks. Andrzej Kwaśnik. Obecnie proboszczem jest ks. Dariusz Gocłowski.